# Nota contra notam
Nota contra notam (punctus contra punctus) (łac. nuta przeciw nucie; znak przeciwko znakowi) – średniowieczna technika kompozytorska polegająca na tym, że jednej nucie z cantus firmus odpowiadała jedna nuta innego głosu kompozycji (głosu kontrapunktującego). Od nazwy punctus contra punctus wywodzi się późniejsza nazwa techniki polifonicznego łączenia głosów – kontrapunkt.